# Balás
Balás je priimek več oseb:
- Emanuel Freiherr Balás von Gyergyószentmiklós, avstro-ogrski general
- Georg Baron Balás von Lissa, avstro-ogrski general
- Béla Balás, madžarski rimskokatoliški škof